# Psychronaetes hanseni
Psychronaetes hanseni — вид голотурій родини Laetmogonidae.

## Поширення
Поширений на сході Тихого океану та на заході Атлантики. Глибоководний вид, що трапляється на глибині 1804 — 5200 м.

## Опис
Виростає до 30 см завдовжки.

## Оригінальний опис
- Pawson, D. L. (1983). Psychronaetes hanseni, a new genus and species of elasipodan sea cucumber from the eastern central Pacific (Echinodermata: Holothurioidea). Proceedings of the Biological Society of Washington 96(1): 154—159.